# Turó de Can Cirera
El Turó de Can Cirera és una muntanya de 275 metres que es troba al municipi de Vallromanes, a la comarca del Vallès Oriental.